# Taieri (fleuve)

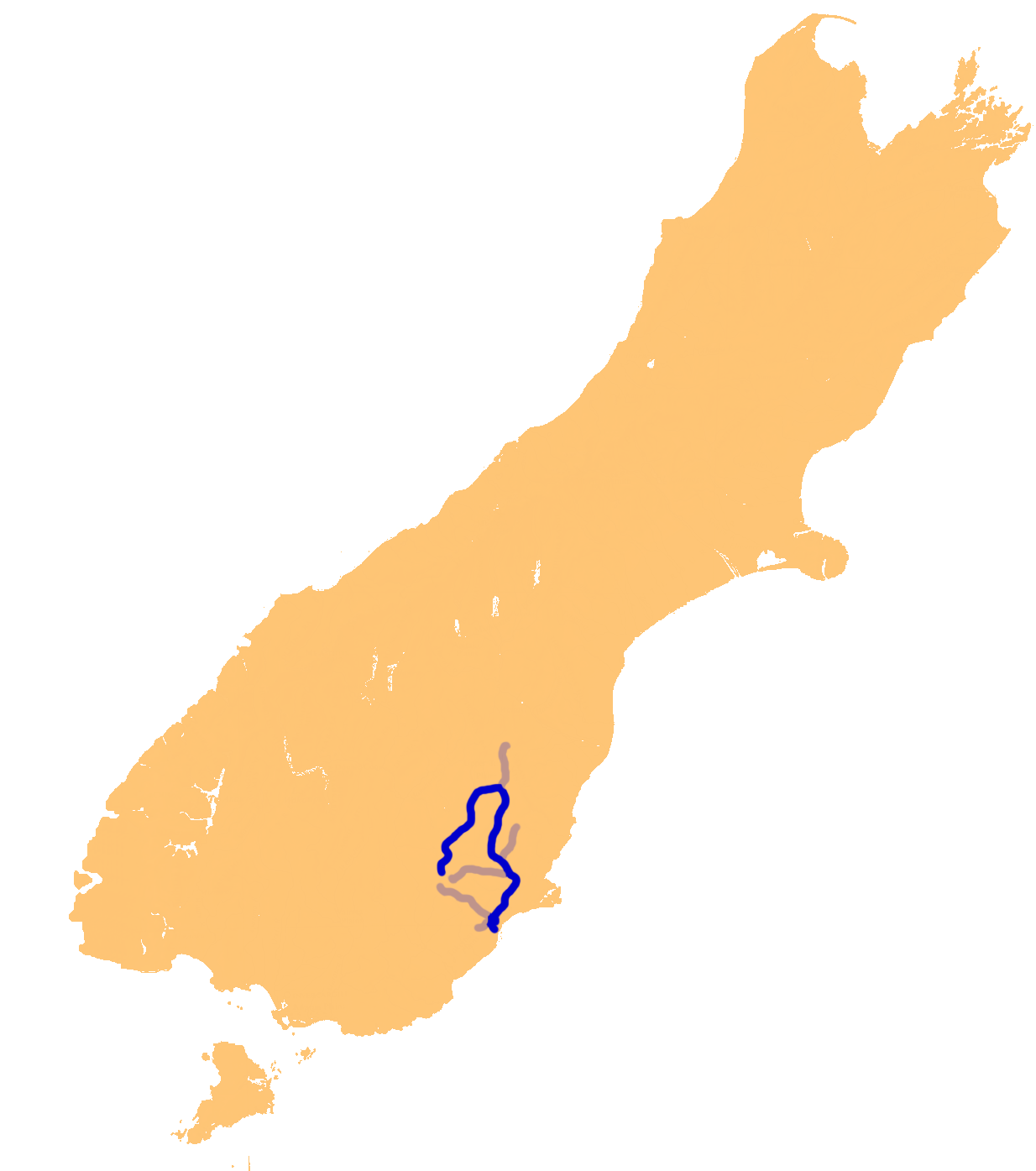
Le système du fleuve Taieri

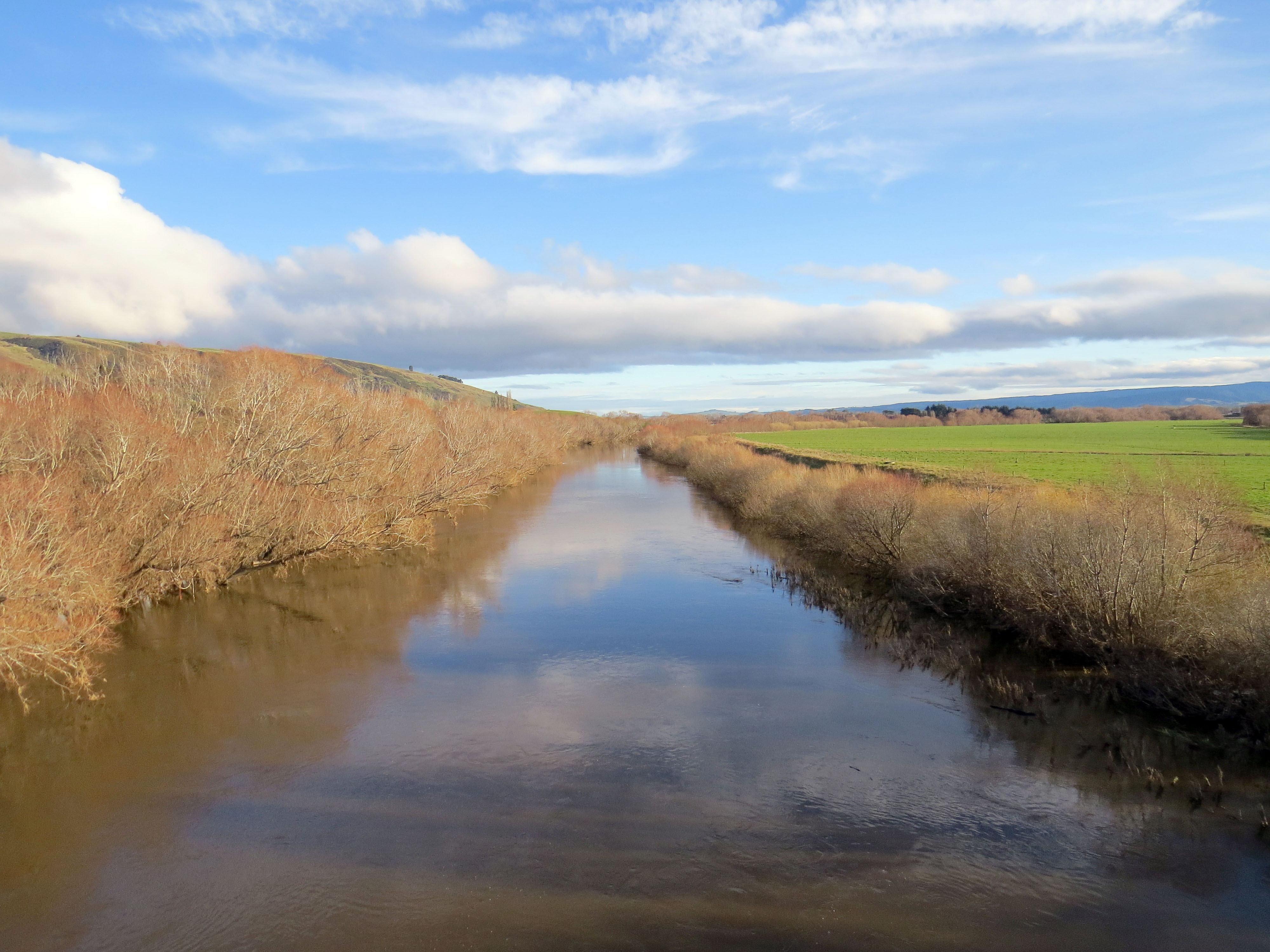
Le fleuve Taieri à Allanton

Le fleuve Taieri  (en anglais : Taieri River) est la quatrième plus long cours d’eau de la Nouvelle-Zélande et est situé  dans la région d’Otago dans l’Île du Sud.

## Géographie
Prenant naissance dans la chaîne de “Lammerlaw range”, il s’écoule initialement vers le nord puis vers l’est en contournant la chaîne de ‘Rock and Pillar‘ avant de tourner au sud-est , pour atteindre la mer à 30 km au sud de Dunedin.
La partie supérieure de son trajet sinue en faisant des méandres à travers une plaine d’inondation près de la ville de Paerau, avant de passer à travers deux petites centrales hydro-électriques  situées juste avant Patearoa dans la région du plateau de Maniototo (en). Le fleuve Taieri fait un arc à 180 degrés, entrant dans une large vallée glaciaire, la vallée de Strath-Taieri (en), entourée par des collines abruptes. Immédiatement en aval , la rivière franchit une zone de déclivité raide nommée : les gorges de Taieri (en). Ceci est connu par le chemin de fer des gorges de Taieri, qui suit la route dans Central Otago en passant à travers ces gorges. Dans sa partie inférieure, le fleuve Taieri est important et circule dans une large plaine d’inondation nommée  (les plaines de Taieri (en)) contenant l’essentiel des terres agricoles de la région d’Otago. La  rivière coule ensuite à travers les  Gorges de la basse Taieri vers l’Océan Pacifique au niveau de la localité de Taieri Mouth. Taieri Island (en) siège dans le Pacifique à plusieurs centaines de mètres de l’embouchure de la rivière.
Le fleuve Taieri est long de 200 km dont les 20 derniers km sont  navigables. Les villes le long du fleuve comprennent  Middlemarch, Outram, Allanton, Mosgiel, Henley et finalement la localité de Taieri Mouth. Son affluent principal est la rivière  Waipori, qui rencontre le fleuve Taieri près de la ville de Henley au niveau de la plaine de Taieri.

## Étymologie
Le nom de "Taieri" viendrait du mot  taiari  en Māori signifiant  "spring tide".